# Kodre
Kodre [kodrè] je priimek v Sloveniji, ki ga je po podatkih Statističnega urada Republike Slovenije na dan 1. januarja 2010 uporabljalo 138 oseb.

## Znani nosilci priimka
- Alojz Kodre (*1944), matematični fizik, univerzitetni profesor in prevajalec
- Jelka Kodre (*1933), zlatarka, oblikovalka nakita
- Lenart Kodre, kulturni antropolog ?
- Neža Kodre, hidrologinja, mag. gradbeništva-komunalno inž., direktorica direkcije za vode RS
- Stanko Kodre, jugoslovasnki pilot med 2.svet.vojno, izseljenec v Avstralijo